# Calanthemis flavomaculatus
Calanthemis flavomaculatus là một loài bọ cánh cứng trong họ Cerambycidae.